# Alaplıömerli, Alaplı
Alaplıömerli là một xã thuộc huyện Alaplı, tỉnh Zonguldak, Thổ Nhĩ Kỳ. Dân số thời điểm năm 2011 là 447 người.